# Державна спеціальна служба транспорту
Державна спеціальна служба транспорту — спеціалізоване військове формування, яке входить до системи Міністерства оборони України та призначене  для  забезпечення  стійкого  функціонування  транспорту в мирний час та в особливий період.
Відповідно до змін внесених до Закону України «Про Державну спеціальну службу транспорту» наприкінці 2017 року, структура військового формування зазнала змін - існуючі підрозділи та окремі загони були об'єднані і переформовані в бригади, полки та окремі батальйони.

## Завдання
Основними завданнями Державної спеціальної служби транспорту є:
- технічне прикриття, відбудова, встановлення загороджень на об'єктах національної транспортної системи України з метою забезпечення діяльності Збройних Сил України та інших військових формувань, утворених відповідно до законів України;
- будівництво та ремонт у мирний час і в умовах воєнного стану нових та підвищення строку експлуатації і пропускної спроможності діючих об'єктів національної транспортної системи;
- відбудова транспортних комунікацій, порушених унаслідок надзвичайних ситуацій техногенного та природного характеру, аварій і катастроф;
- охорона об'єктів національної транспортної системи України в мирний час і в особливий період;
- виконання інших завдань, пов'язаних із участю в обороні держави та забезпеченням ефективного функціонування національної транспортної системи України.

В особливий період ДССТ залучається до виконання заходів територіальної оборони, а також заходів, спрямованих на додержання правового режиму воєнного стану.

## Історія
Залізничні війська Збройних сил України були сформовані у січні 1992 року на базі Другого залізничного корпусу та інших військових формувань залізничних військ СРСР.
За час незалежності військові залізничники:
- спорудили півкілометровий міст через Десну поблизу Новгорода-Сіверського.
- у червні 2001 року розпочала роботу залізнична колія Десна—Полігон, довжиною 11,4 кілометрів.
- брали участь у розбудові Дніпровського метрополітену,
- брали участь у реконструкції пасажирських та вантажних залізничних парків станцій Чоп, Ковель,
- допомагали ліквідовувати наслідки повені 1996 та 2008 року на заході Україні.

1 листопада 2004 року, залізничні війська увійшли у підпорядкування Міністерства транспорту та зв'язку, як Державна спеціальна служба транспорту.
В період 2004 - 2013 років Державна спеціальна служба транспорту в своєму складі мала наступні військові частини:
- Адміністрація ДССТ (в/ч Т0100, м. Київ);
- 1 обʼєднаний загін ДССТ:
  - Управління 1 ОбЗ (в/ч Т0110, м. Львів);
  - 11 окремий колійний загін (в/ч Т0200, м. Шептицький);
  - 220 окремий загін скороченого складу (в/ч Т0600, м. Шептицький) - реорганізовано в 72 окремий загін механізації (в/ч Т0410, м. Шептицький);
  - 18 окремий мостовий загін (в/ч Т0300, м. Чоп).
- 26 обʼєднаний загін ДССТ:
  - Управління 26 ОбЗ (в/ч Т0120, м. Дніпро);
  - 19 окремий мостовий загін (в/ч Т0310, м. Дніпро);
  - 1935 окремий загін скороченого складу (в/ч Т0610, м. Дніпро),
  - 1936 окремий загін механізації (в/ч Т0400, м. Кривий Ріг).
- 36 обʼєднаний загін ДССТ:
  - Управління 36 ОбЗ (в/ч Т0130, м. Харків);
  - 92 окремий колійний загін (в/ч Т0210, м. Контоп);
  - 1942 окремий загін скороченого складу (в/ч Т0620, м. Конотоп) - реорганізовано в 337 окремий загін механізації (в/ч Т0420, м. Конотоп);
  - 199 база техніки (в/ч Т0700, м. Харків) - ліквідовано.
- 194 понтонно-мостовий загін (в/ч Т0320, м. Самар);
- 8 навчальний центр (в/ч Т0500, м. Чернігів);
- 195 центральна база (в/ч Т0710, м. Київ);
- 48 завод залізничної техніки (в/ч Т0800, м. Харків) - ліквідовано;
- Кафедра військової підготовки спеціалістів ДССТ Дніпровського національного університету залізничного транспорту.

5 грудня 2017 року, Верховною Радою України прийнято законопроєкт № 7242 від 27.10.2017 «Про внесення змін до Закону України «Про Державну спеціальну службу транспорту» щодо статусу Державної спеціальної служби транспорту». Таким чином її перепідпорядковано до Міністерства оборони.
29 листопада 2018 року Указом Президента України № 399/2018 було визначено місця розташування структурних підрозділів Державної спеціальної служби транспорту та чисельність її органу управління.
6 січня 2025 року Указом Президента України № 14/2025 в Україні встановлено День Державної спеціальної служби транспорту, який відзначається щороку — 5 лютого.

## Структура
- Адміністрація Держспецтрансслужби (в/ч Т0100, м. Київ)
- 1 окрема шляхо-відновлювальна бригада імені князя Лева[7][8] (в/ч Т0110, м. Львів):
  -  11 окремий колійний батальйон (в/ч Т0200, м. Шептицький)
  -  18 окремий мостовий батальйон (в/ч Т0300, м. Чоп)
- 26 окрема Дніпровська бригада (в/ч Т0120, м. Дніпро)[9]:
  -  19 окремий мостовий батальйон (в/ч Т0310, м. Дніпро)
  - 1936 окремий батальйон (в/ч Т0400, м. Кривий Ріг)
- 36 окрема шляхо-відновлювальна бригада (в/ч Т0330, м. Конотоп)[10][11]
- 194 окрема понтонно-мостова бригада (в/ч Т0320, м. Самар)[12]
- 195 база (в/ч Т0710, м. Київ)
- 710 окрема бригада охорони (в/ч Т0910)[13]
- 711 окрема бригада (в/ч Т0950, м. Чоп)[14]
- 756 окрема бригада охорони (в/ч Т0930)[15][16]
- 762 окрема бригада охорони (в/ч Т0940, м. Самар)[17]
- 783 окрема бригада (в/ч Т0920)[18]

Навчальні підрозділи
- Кафедра військової підготовки спеціалістів Держспецтрансслужби Українського державного університету науки і технологій (м. Дніпро)
- 8 навчальний Чернігівський центр (в/ч Т0500, м. Чернігів)

## Керівництво
Голова Адміністрації Держспецтрансслужби:
- генерал-лейтенант Мальков Микола Іванович (2004[19] — 2020);
- Бондар Богдан Володимирович (2 березня 2022[20] — 26 квітня 2024 року[21]);
- Яковець Олександр Васильович (з 26 квітня 2024[22] — по т.ч.).